# Leptodactylus savagei
Espèce
Statut de conservation UICN

 LC  : Préoccupation mineure
Leptodactylus savagei est une espèce d'amphibiens de la famille des Leptodactylidae.

## Répartition

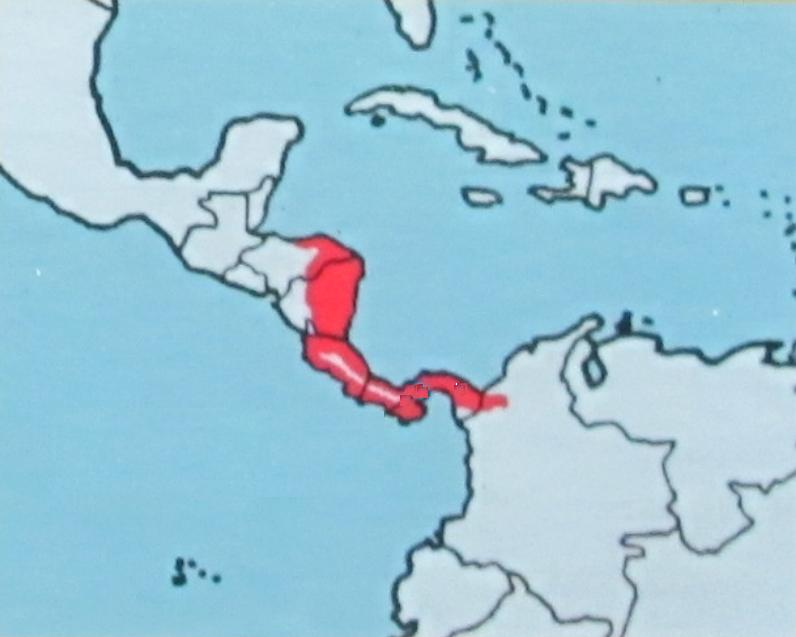
Lieux ou se rencontre le Leptodactylus savagei

Cette espèce se rencontre du niveau de la mer à 660 m d'altitude :
- au Costa Rica ;
- dans l'est du Honduras ;
- dans l'est du Nicaragua ;
- au Panama ;
- dans le nord de la Colombie, dans les Départements  du Chocó, de Córdoba, de Magdalena et d'Antioquia.

## Description
Leptodactylus savagei mesure de 106 à 156 mm pour les mâles et de 110 à 164 mm pour les femelles.

## Étymologie
Cette espèce est nommée en l'honneur de Jay Mathers Savage.

## Publication originale
- Heyer, 2005 : Variation and taxonomic clarification of the large species of the Leptodactylus pentadactylus species group (Amphibia: Leptodactylidae) from Middle America, northern South America, and Amazonia, . Arquivos de Zoologia Sao Paulo, vol. 37, no 3, p. 269-348 (texte intégral).